# Oblast de Donetsk
Pour les articles homonymes, voir Donetsk (homonymie).
Ne doit pas être confondu avec République populaire de Donetsk.
L'oblast de Donetsk (en ukrainien : Донецька область, Donets’ka oblast’) est une subdivision administrative de l'Ukraine. Sa capitale est la ville de Donetsk. Elle compte 4 millions d'habitants en 2022.
Le 30 septembre 2022, l’oblast devient une subdivision administrative de Russie à la suite d'un référendum. Le résultat du référendum est reconnu uniquement par la Russie et l'oblast reste aux yeux du droit international un oblast d'Ukraine.

## Géographie

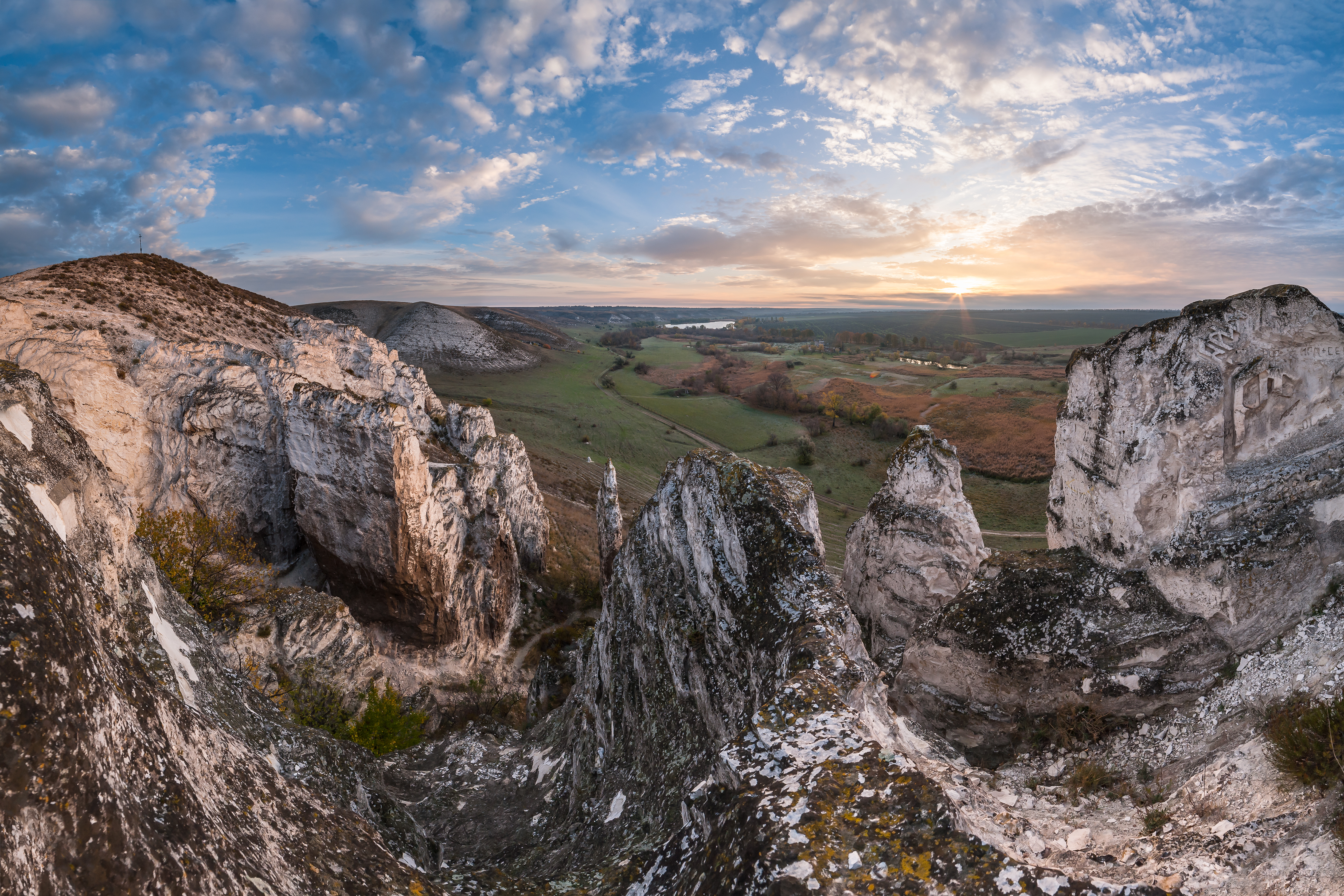
Formations du crétacé, dans le village de Bilokouzmynivka, dans le Kostiantynivka, dans l'oblast de Donetsk (octobre 2017).

L'oblast de Donetsk couvre une superficie de 26 517 km2, ce qui représente 4,4 % du territoire ukrainien. Il est situé dans la partie est-sud-est du pays et fait partie de la grande région industrielle du Donbass, qui s'étend sur les oblasts de Donetsk et de Louhansk. 
L'oblast de Donetsk est bordé au nord par l'oblast de Kharkiv, à l'est par l'oblast de Louhansk et par la Russie (oblast de Rostov), au sud par la mer d'Azov et à l'ouest par l'oblast de Zaporijjia et par l'oblast de Dnipropetrovsk.

## Histoire
Fondée en 1932, l'oblast fut d'abord nommée « oblast de Stalino », d'après le nom de sa capitale. Elle devint l'oblast de Donetsk en 1961, au moment de la déstalinisation.
Le 7 avril 2014, des rebelles russophones proclament une « république autonome populaire de Donetsk » et demandent leur rattachement à la Russie ; cette demande ne reçoit pas de suite de la part de la Russie et le protocole de Minsk qui est signé ultérieurement, entre autres par les rebelles, reconnaît ce territoire comme ukrainien. La confrontation avec le pouvoir central de Kiev débouche sur la guerre du Donbass. Le cessez-le-feu reste fragile et de nombreux points du protocole de Minsk restent inappliqués, les rebelles et le pouvoir central de Kiev s'en rejetant mutuellement la responsabilité.
Depuis la stabilisation ayant fait suite à la guerre de 2014, 29,6 % de la superficie de l'oblast de Donetsk, incluant la ville de Donetsk, est occupée par la république populaire de Donetsk, soit 7 853 km2.
Le 21 février 2022, la Douma d'État russe adopte un projet de loi reconnaissant officiellement les républiques populaires de Donetsk et de Louhansk comme États indépendants. Le projet de loi est approuvé par le président russe Vladimir Poutine qui signe, le même jour, le décret reconnaissant l’indépendance des deux territoires séparatistes pro-russes. Dans la nuit du 23 au 24, les troupes russes franchissent la frontière ukrainienne, marquant le début de l'invasion russe de l'Ukraine.

## Population

### Démographie
Sa population de 4,47 millions d'habitants en 2010 représente plus de 10 % de la population totale de l'Ukraine, ce qui en fait l'une des oblasts les plus densément peuplées du pays. Depuis le recensement de 1989, réalisé peu avant la dislocation de l'URSS, cette oblast très industrialisée a perdu plus de 860 000 habitants, soit 16 % de sa population.
Recensements (*) ou estimations de la population :
| 1959*     | 1970*     | 1979*     | 1989*     |
| --------- | --------- | --------- | --------- |
| 4 262 048 | 4 891 979 | 5 160 641 | 5 332 395 |

| 2001*     | 2011      | 2012      | 2013      |
| --------- | --------- | --------- | --------- |
| 4 841 074 | 4 433 011 | 4 403 178 | 4 375 442 |

| 2014      | 2021      | 2022      | - |
| --------- | --------- | --------- | - |
| 4 343 882 | 4 100 280 | 4 059 372 | - |

Évolution de l'indice de fécondité et du nombre de naissances :
| Année | Fécondité | Naissances | Natalité | Année | Fécondité | Naissances | Natalité | Année | Fécondité | Naissances | Natalité |
| ----- | --------- | ---------- | -------- | ----- | --------- | ---------- | -------- | ----- | --------- | ---------- | -------- |
| 1990  | 1,63      | 58 050     | 10,9 %   | 2000  | 0,88      | 30 042     | 6,1 %    | 2010  | 1,26      | 41 258     | 9,3 %    |
| 1991  | 1,54      | 54 466     | 10,2 %   | 2001  | 0,87      | 29 931     | 6,2 %    | 2011  | 1,27      | 41 720     | 9,4 %    |
| 1992  | 1,42      | 50 258     | 9,4 %    | 2002  | 0,89      | 31 216     | 6,5 %    | 2012  | 1,34      | 42 839     | 9,8 %    |
| 1993  | 1,31      | 46 344     | 8,7 %    | 2003  | 0,94      | 33 433     | 7,0 %    | 2013  | 1,32      | 41 034     | 9,4 %    |
| 1994  | 1,23      | 43 195     | 8,2 %    | 2004  | 1,00      | 35 526     | 7,6 %    | 2014  |           | 35 595     | 8,2 %    |
| 1995  | 1,12      | 38 808     | 7,4 %    | 2005  | 1,03      | 35 883     | 7,7 %    | 2015  |           | 16 899     |          |
| 1996  | 1,06      | 36 349     | 7,0 %    | 2006  | 1,08      | 39 327     | 8,5 %    |       |           |            |          |
| 1997  | 1,01      | 34 347     | 6,7 %    | 2007  | 1,15      | 40 560     | 8,9 %    |       |           |            |          |
| 1998  | 0,98      | 33 518     | 6,6 %    | 2008  | 1,23      | 44 394     | 9,8 %    |       |           |            |          |
| 1999  | 0,89      | 30 503     | 6,1 %    | 2009  | 1,29      | 43 373     | 9,7 %    |       |           |            |          |

Structure par âge
0-14 ans : 13,0 %  (hommes 287 376 / femmes 270 296)
15-64 ans : 69,5 %  (hommes 1 409 317 / femmes 1 568 427)
65 ans et plus : 17,5 %  (hommes 246 962 / femmes 501 987) (2015 officiel)
Âge médian
Total : 42,4 ans 
Homme : 38,6 ans 
Femme : 46,1 ans  (2015 officiel)

### Nationalités
Selon le recensement national ukrainien de 2001, la population de l'oblast était composée de 56,9 % d'Ukrainiens et de 38,2 % de Russes. Cependant, la langue maternelle de 74,9 % des habitants était le russe. On compte d'autres nationalités, notamment grecques, bulgares et tatares.

### Villes

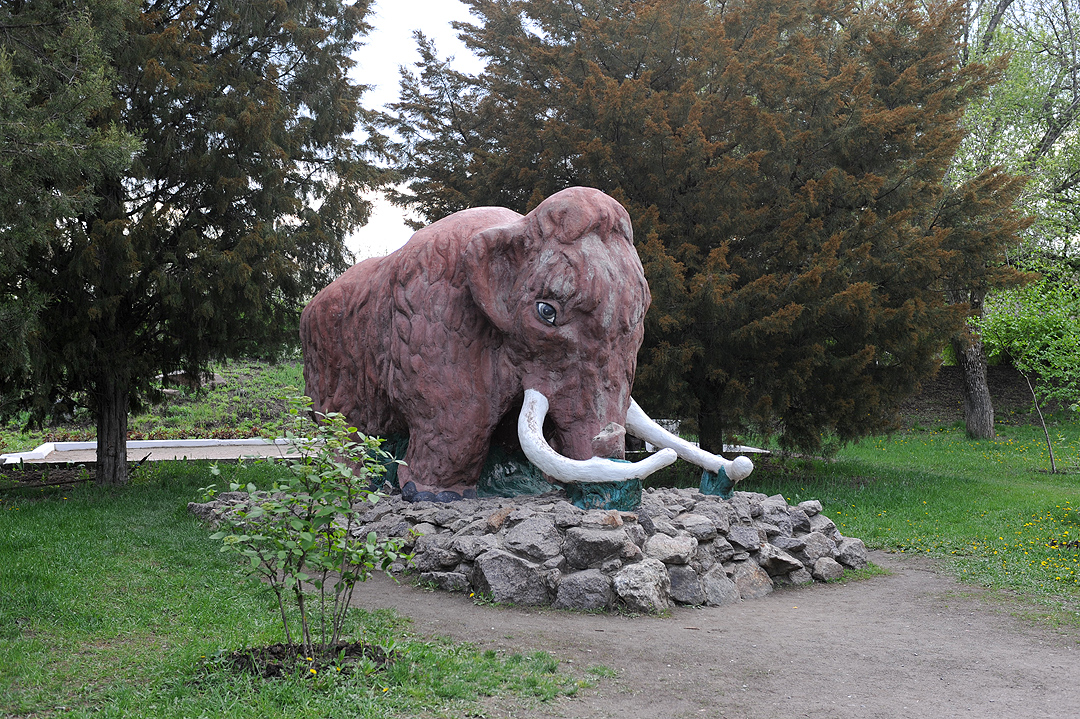
Le zoo de Dokoutchaïevsk.

Les principales villes de l'oblast sont :
- Donetsk
- Horlivka
- Kramatorsk
- Makiïvka
- Marioupol
- Ienakiieve
- Sloviansk
- Tchystiakove
- Khartsyzk

## Économie

### Santé
L'Hôpital régional de soins intensifs de Marioupol.

### Energie
La production d'électricité est assurée par les centrales de Kourakhove et de Vouhlehirska.

### Industrie
La houille et divers autres minerais ont fait la fortune de l'oblast de Donetsk. C'est en effet sur le site d'un village de mineurs (Youzovka) que s'est développée la ville de Donetsk, qui compte désormais plus d'un million d'habitants. 
L'industrie lourde est très présente dans la région : en effet, en raison de la proximité des matières premières et de la houille, de multiples secteurs d'industrie lourde se sont créés autour de Donetsk. La région est très active dans la métallurgie, l'industrie chimique, les matériaux de construction ainsi que les constructions mécaniques. L'industrie métallurgique est extrêmement importante pour l'Ukraine, car elle est l'une des plus rentables, grâce à des exportations importantes, dues à une très bonne compétitivité internationale.
Marioupol, au sud, possède un port maritime qui permet d'expédier les produits manufacturés de l'industrie de Donetsk et de ses environs. L'oblast possède le réseau ferroviaire le plus dense de toute l'ex-URSS.
L'oblast compte aussi de nombreux sanatoriums, des camps de vacances pour les enfants (les célèbres camps de pionniers) ainsi que nombre de résidences secondaires au bord de la mer.